# 中国地方弁護士会連合会
中国地方弁護士会連合会（ちゅうごくちほうべんごしかいれんごうかい、Chugoku Federation of Bar Associations）は、中国地方5県の各弁護士会を統轄する組織である。略称は中弁連（ちゅうべんれん）・中国弁連 (ちゅうごくべんれん)。

## 事業内容
- 日本弁護士連合会との連携事業。
- 中国地方5県の弁護士会との連携事業。

## 所在地
- 〒730-0012 広島県広島市中区上八丁堀2-73 広島弁護士会内